# Charles Stewart Parnell
Charles Stewart Parnell (comtat de Wicklow 27 de juny de 1846 – Brighton, 6 d'octubre de 1891) fou un polític irlandès i una de les figures més importants de la política britànica del segle xix. Era fill d'un propietari angloirlandès protestant i d'una nord-americana.
Partidari de l'autogovern irlandès, des del 1875 fou elegit diputat a la Cambra dels Comuns pel comtat de Meath. Fou President de la Lliga Irlandesa de la Terra des del 1877, i perfeccionà la tàctica de l'obstruccionisme contra les autoritats britàniques. El 1879 aconseguí el suport dels dirigents de la Germandat Republicana Irlandesa, però lluità sense èxit contra la llei repressiva del 1800 per a posar fi a l'agitació camperola. Fou empresonat el 1881, acusat d'instigar l'assassinat de Lord Leitrim, però arribà a un compromís amb William Ewart Gladstone i rebé el suport del bisbat irlandès. Això no obstant, l'assassinat l'any 1882 del secretari per a Irlanda per part de l'Irish National Invincibles, facilità l'aplicació de noves lleis repressives. Gladstone, de nou en el poder el 1886, defensà les propostes de la Home Rule, però Parnell, acusat de terrorisme pel The Times i desprestigiat per la seva vida privada, fou deposat com a cap de la Lliga de la Terra el 1891 i va morir poc després.
Les relacions amb Katharine O'Shea, esposa separada d'un candidat que Parnell va imposar contra l'opinió dels seus, van originar molts comentaris negatius. Quan O'Shea va obtenir el divorci després de rebre una herència, Parnell va poder casar-se amb ella però l'Església catòlica li va retirar el suport i molts catòlics no el van votar. El moviment estava dividit definitivament.